# Agrilus pilosicollis
Agrilus pilosicollis är en skalbaggsart som beskrevs av Fisher 1928. Agrilus pilosicollis ingår i släktet Agrilus och familjen praktbaggar. Inga underarter finns listade i Catalogue of Life.